# Krokviksberget
Krokviksberget är ett fritidshusområde på södra Alnön i Sundsvalls kommun. Vid avgränsningen 2015 avgränsar SCB här en större småort benämnd Krokviken, för att 2020 klassas som en egen småort.